# Slaget vid Rorke’s Drift

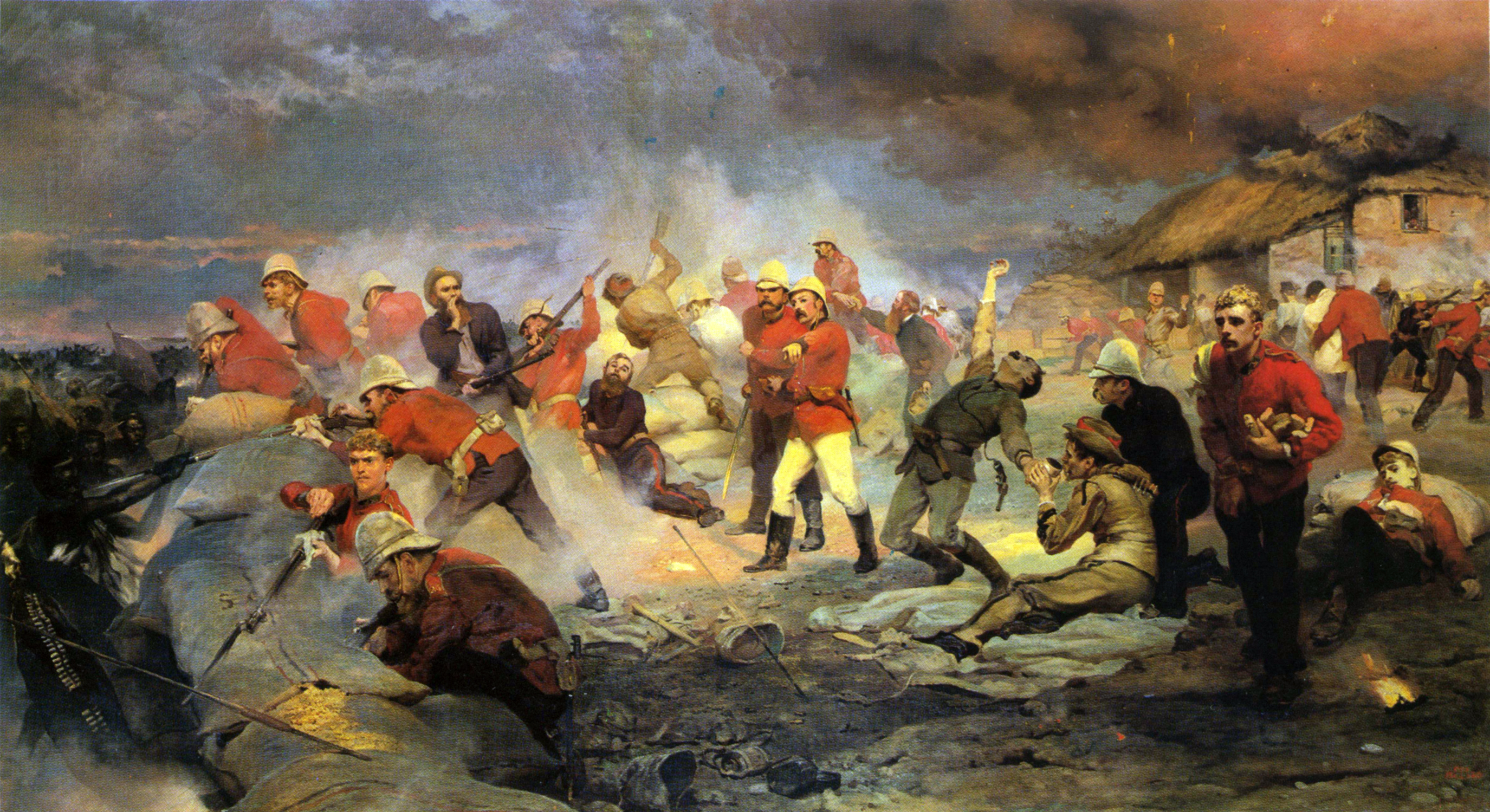
Målning av Elizabeth Butler.

Slaget vid Rorkes Drift var ett slag som inträffade 22–23 januari 1879 mellan brittiska och zuluiska trupper vid en liten svensk missionsanläggning tillhörande Svenska kyrkan i provinsen Natal i Sydafrika under zulukriget. Försvarandet av Rorke's Drift inträffade direkt efter den brittiska arméns förlust i slaget vid Isandlwana tidigare på morgonen 22 januari 1879 och fortsatte följande dag, 23 januari. 139 brittiska soldater försvarade framgångsrikt sina försvarsställningar mot ett intensivt anfall av fyra till fem tusen zulukrigare. De anstormande zulukrigarnas anfall på Rorke's Drift kom mycket nära att lyckas besegra den dåligt bemannade brittiska försvarstruppen. Den brittiska framgången i slaget anses vara en av historiens mest enastående försvar. De brittiska soldaterna tilldelades elva victoriakors tillsammans med andra utmärkelser och titlar vilket var fler än vid någon annan sammandrabbning.

## Bakgrund
Efter att brittiska imperiet ställt ett orimligt ultimatum till zulukungen Cetshwayo var en sammandrabbning av de båda parterna oundviklig. En massiv armé zulukrigare på över 4 000 man marscherade mot Storbritanniens ena huvudarmé positionerad vid Isandlwanalägret. Runt 1 500 infanterister beväpnade med moderna Martini-Henrygevär ansågs kunna besegra en given zuluarmé. På grund av det bildades inget taktiskt försvar med vagnar som normalt brukades göras i försvarssyfte av ett läger. Britterna, med sin numerära underlägsenhet och illa utplacerade positioner, förlorade stort till det massiva zuluangreppet i vad som kallas slaget vid Isandlwana. Ca 1 300 brittiska soldater dog. Med nyheten om vinsten vid Isandlwana bestämde sig zuluprinsen Dabulamanzi kaMpande, som kommenderade en reservarmé på 4 000–5 000 man, att röra sig mot den lilla missionsanläggningen Rorke's Drift inte långt från Isandlwana. Offensiven mot Rorke's Drift var inte Cetshwayos order utan togs på eget initiativ av Dabulamanzi kaMpande. 
Rorke's Drift bevakades av 24. infanteriregementet (2. Warwickshire) bestående av 120 stridsdugliga brittiska soldater (engelska och irländska till största delen) samt cirka 300 sydafrikanska kolonialsoldater. Anläggningen tillhandahöll ett sjukhus för sårade soldater och lagerförråd av ammunition och proviant. Rorke's Drift sågs som ett lugnt läger utan risk för att bli attackerat. Befälet var vid tiden major Henry Spalding, från 104. infanteriregementet. Major Spalding red dock iväg (utan vetskap om katastrofen vid Islandwana) tidigt på dagen för att hitta ett borttappat kompani och lämnade löjtnanten John Chard hos de kungliga ingenjörstrupperna som befäl över Rorke's Drift. Chard hade blivit kommenderad till Rorke's Drift med uppdrag att bygga en temporär bro över floden Mzinyathi som låg alldeles intill anläggningen. 
24. infanteriregementet kommenderades även av en löjtnant vid namn Gonville Bromhead. Anledningen till att Chard och inte Bromhead tilldelades befälet över Rorke's Drift var att Chard fick sin befordran som löjtnant tre år tidigare än Bromhead. Någon gång på förmiddagen anlände två officerare, löjtnant Vaine och löjtnant Adendorff, två överlevande från det 3. sydafrikanska kolonialregementet vid Islandwana, till lägret. De kom direkt från striden och informerade Chard och Bromhead om nyheterna. På vägen hade de även sett Dabulamanzi kaMpandes armé och att de marscherade i riktning mot Rorke's Drift. Informationen om att zuluarmén var så pass nära fick de cirka 300 soldaterna ur den infödda natalarmén att tappa modet. Under ledning av kapten William Stephenson flydde de fältet och lämnade de resterande 120 stridsdugliga soldaterna.
Chard, Bromhead och förrådsansvarige James Dalton bestämde sig för att stanna och försvara missionsanläggningen. Anledningen var troligtvis ganska enkel – en liten armé på 120 stridsdugliga och en övervikt sjuka och sårade soldater skulle bli ett lätt mål i öppen terräng för zulukrigarna. De hade större chans att hålla stånd i lägret. Chard beordrade en omedelbar förstärkning av lägret och med hjälp av säckar, lådor och vagnar byggdes tillfälliga murar runt lägret. Lägret kom därmed att bestå av två befästa hus, med två murar emellan dem.

## Slaget

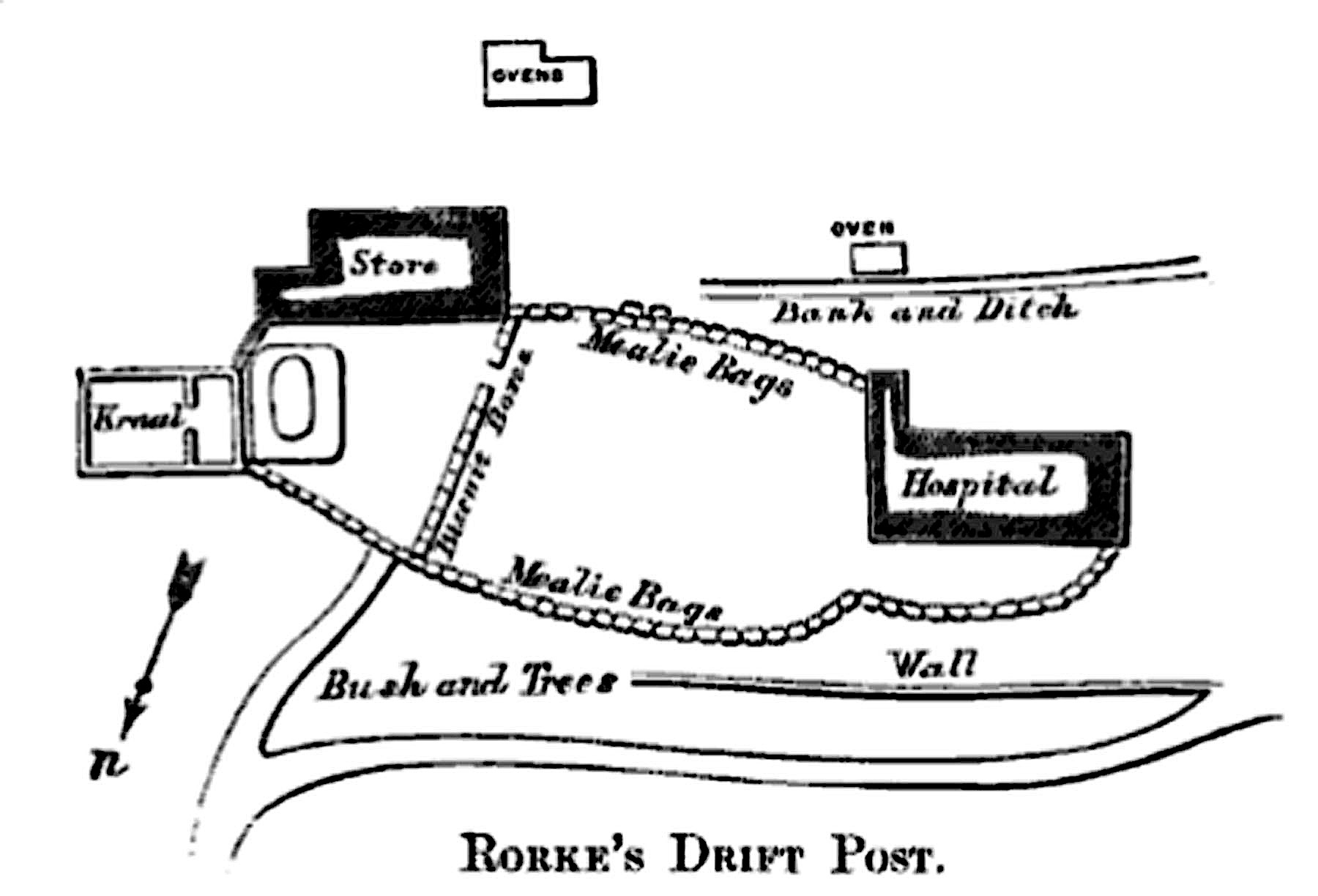
Teckning över Rorke's Drift Post.

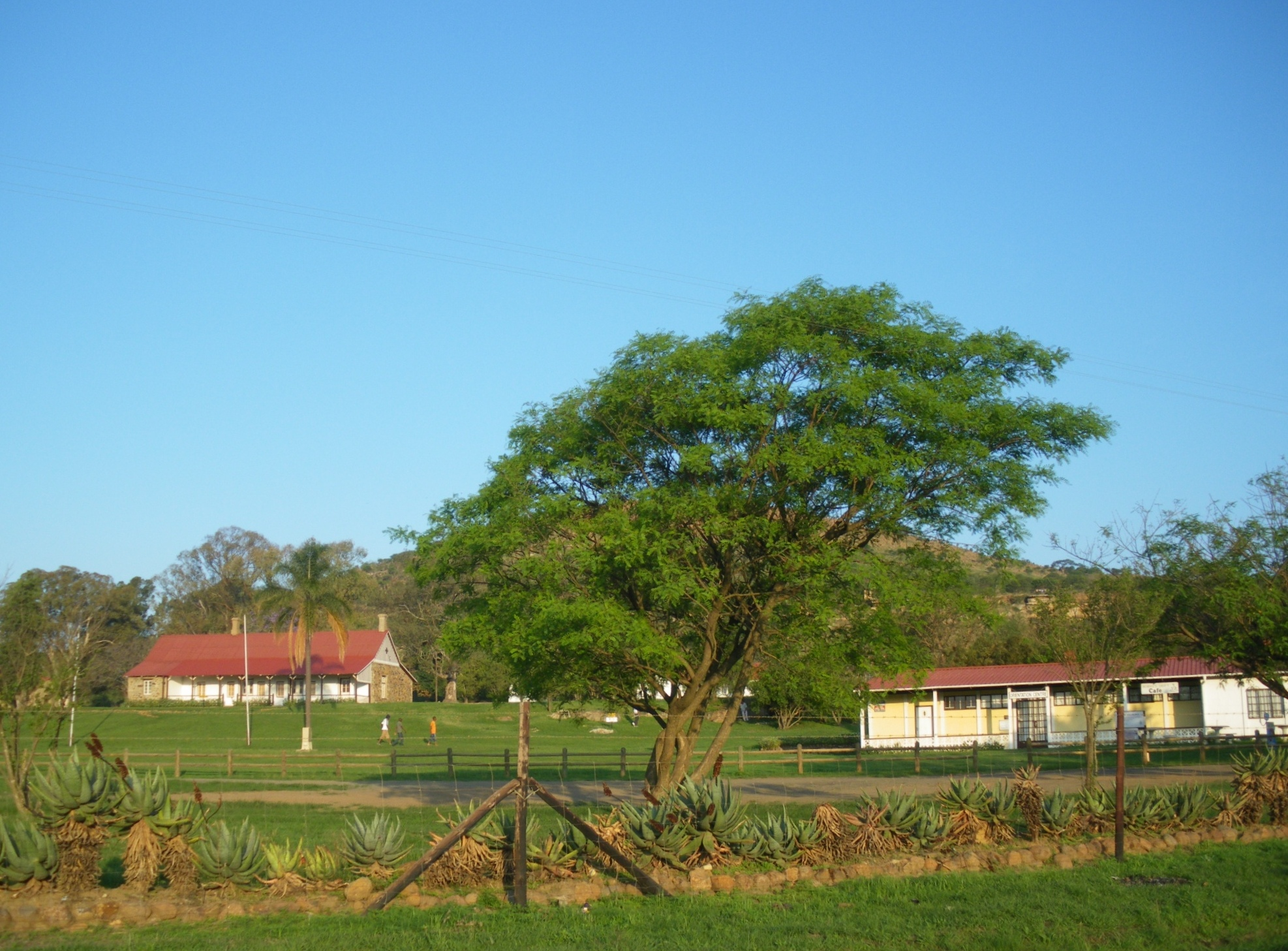
Rorke's Drift idag. Den sjukhusbyggnaden till vänster, till höger ligger nu Rorke's Drift Café.

Otto Witt, som var chef för anläggningen kunde från toppen av Oskarsberg (uppkallat efter Oscar II), som låg strax bredvid, iaktta hur Zulukrigarna anlände från ett håll, varvid han rusade ner mot lägret. Han hade dock lämnat över platsen till militärbefälhavarna på platsen. Strax efter kunde även andra se samma sak. I det läget beslöt sig deras lokala soldater för att fly. Kvar stannade svenskarna, irländare, engelsmän, en schweizare (Schiess) och en skotte. Deras situation var inte god. Eftersom de räknade med att behöva ge upp en av byggnaderna, byggde de i all hast en mur även mellan dem. När så utkiken på taket kunde se att fyra till sex tusen man kom emot dem var de under 150. Zulukrigarna störtade fram med god fart.
De intog snabbt Oskarsberg, och stötte på yttre parametern med soldater, vilka kunde ge kontinuerlig eldgivning. De tre grupperna var i detta läge omkring fem hundra meter från varandra och avståndet minskade. Eftersom zulukrigarna började öppna eld från toppen av Oskarsberg, tvangs de retirera till innanför murarna. Genom att fortsätta skjuta kunde de hålla fienden stången, men dessa var inte overksamma, utan gjorde en kringgående rörelse och anföll även Witts hus, som fungerade som sjukhus. Anfallarna kom i större grupper, i vågor. Muren var så hög att den inte omedelbart kunde hoppas över, varför zulukrigarna tvangs stanna och hjälpa varandra över och sticka sina spjut igenom den. Med handgemäng och flitigt användande av bajonetter lyckades försvararna hålla stånd. Flera av försvararna blev skjutna och stungna. Patienterna sattes att skjuta ut genom fönstren. Läget försämrades och de fann sig tvungna att dra sig tillbaka innanför den andra muren och evakuera sjukhuset. Under denna manöver förlorades ytterligare män, i vad som måste beskrivas som en desperat strid.
Zulukrigarna tände därefter eld på sjukhuset, när de tagit detta. Nio av elva patienter överlevde dock. Som exempel kan nämnas Joseph Williams som försvarade ett litet fönster. Under fönstret hittades efter slaget 14 stupade zulukrigare. Den kreaturs inhägnad (kraal) som fanns utanför huset blev mer och mer ansatt, varför den förlorades. Slaget hade då pågått tio timmar och i mörkret lyste den brinnande byggnaden upp omgivningen. Endast 900 skott återstod av de ursprungliga 20 000. Zulukrigarna slutade arla om morgonen att anfalla, vilket gav garnisonen möjlighet att rekognosera och samla sina döda. Vid sjutiden ställde de dock upp igen. De uttröttade soldaterna som slagits hela natten gjorde sig redo för nya vågor. Dessa kom emellertid inte, då zulukrigarnas förråd var i det närmaste uttömda. Någon timme senare anlände brittiskt kavalleri, under befäl av Lord Chelmsford. Det är troligt att zulukrigarna sett denna styrka och antagit den vara mycket större än den faktiskt var, därför retirerat.

## Efter slaget
Elva viktoriakors delades ut. Det är det mesta antal som någonsin delats ut för någon enskild händelse. Fem Distinguished Conduct-medaljer delades även ut. Samuel Pitts, soldat, sade dock till The Western Mail 1914 att den officiella dödssiffran på 400–500 var för låg och att det verkliga antalet dödade zuluer var närmare 875.
Slaget har med stor konstnärlighet avmålats av Elizabeth Butler och Alphonse de Neuville. Det skildrades i filmen Zulu från 1964 i regi av Cy Endfield.